# 고맛토
고맛토(일본어: ごまっとう)는 헬로! 프로젝트의 고토 마키와 마츠우라 아야, 후지모토 미키로 구성된 유닛이다.

## 멤버
- 고토 마키 (전 모닝구무스메) - 2007년 10월 28일, 하로프로 졸업 이후, 2008년 6월 20일, 에이벡스로 이적.
- 마츠우라 아야 - 2009년 3월 31일, 하로프로 졸업. 이후 남편인타치바나 케이타의소속사로이적
- 후지모토 미키 - 2009년 3월 31일, 하로프로 졸업.

## 개요
유닛명은 3명의 머리 글자인, 고토의 고(後), 마츠우라의 마(松), 후지모토의 토(藤)(「고맛토」라고 읽는다.)에 유래하고 있어, 헬로! 프로젝트의 프로듀서인 층쿠♂ (샤란Q)가 그 명을 정했다. 각각 솔로로 활동하고 있었지만, 2002년 11월, 처음으로 고맛토로서 텔레비전에 등장했다.
당초, 피콜로타운의 CD번호로서는 고토 마키의 솔로 독립 제1작이 릴리스 예정되어 있었지만, 그것이 캔슬되어 급거 고맛토를 결성해, 싱글 릴리스가 된 경위가 있다. 그 때문에, 싱글은 피콜로타운(킹 레코드 취급)으로부터 발매되고 있다. 실질적인 활동은, 같은 달에 발매된 싱글 CD와 다음달에 발매된 DVD「SHALL WE LOVE?」뿐이다.

## NHK 홍백가합전과의 관계
- 「고맛토」명의로의「NHK 홍백가합전」출장은 없었지만, 2명씩이 유닛 참가하는 형태로의 출장하였다.
  - 고토 마키 & 마츠우라 아야 제55회 (2004년) = 고토 마키 & 마츠우라 아야, 제56회 (2005년) = 데프.디바
  - 마츠우라 아야 & 후지모토 미키 제57회 (2006년) = GAM
  - 후지모토 미키 & 고토 마키 … 제56회 = 모닝구무스메
- 또, 제57회의 마츠우라 아야 & 후지모토 미키의 그룹인 GAM의 출장에 의해, 3명 모두「홍백가합전의 최대 출장 가수」로 기록을 세웠다.

## 음악

### 싱글
1. SHALL WE LOVE? (2002년 11월 20일)

### 앨범
1. 헬로! 프로젝트 스페셜 유닛 메가 베스트 (2008년 12월 10일)

### DVD/VHS (싱글)
1. 싱글V・SHALL WE LOVE? (2002년 12월 4일)